# Tognazza
Tognazza è una frazione del comune italiano di Monteriggioni, nella provincia di Siena, in Toscana.

## Geografia fisica
La frazione si trova al limite sud-orientale del comune di Monteriggioni, al confine con il comune e l'area urbana nord-occidentale di Siena, in continuità con l'adiacente frazione di San Martino e località Fornacelle, Il Braccio e San Dalmazio. Presso il centro abitato ha origine il fosso Ruota (5 km), corso d'acqua che dirigendosi verso nord va ad immettersi nel torrente Staggia presso Badesse.
Tognazza confina a nord con Uopini, a est con Belverde, a sud con la città di Siena, e ad ovest con San Martino. Dista inoltre circa 10 km dal capoluogo comunale di Monteriggioni.

## Storia
Il territorio della Tognazza era noto come Quarto in epoca medievale, e a partire dal XII secolo è documentata l'esistenza del comune di San Dalmazio o San Dalmazio a Quarto, dotato di un proprio sindaco, almeno fino alla fine del XIV secolo. Nel 1337 vi si trasferirono i cistercensi di San Galgano, in seguito all'erezione di un'abbazia per volere testamentario del cardinale Riccardo Petroni. Nel XVI secolo la badia di San Michele a Quarto fu affidata ai gesuiti da papa Pio V.
La località, borgo rurale sui confini comunali tra Siena e Monteriggioni, iniziò a recuperare importanza dopo il 1759, anno in cui venne inaugurata la nuova strada regia. Conobbe uno sviluppo urbano nella seconda metà del XX secolo, quando tra gli anni settanta e gli anni ottanta venne realizzato un grande quartiere residenziale.

## Monumenti e luoghi d'interesse
Alla Tognazza si trova il piccolo nucleo fortificato dell'abbazia di San Michele, nota come badia a Quarto, risalente al XIV secolo e residenza dei cistercensi prima e dei gesuiti poi. Alla soppressione della Compagnia di Gesù nel 1773, l'abbazia fu alienata e sconsacrata.
Poco distante, nell'omonima località, si trova la chiesa di San Dalmazio, storica sede parrocchiale ricordata nei registri dello spedale di Santa Maria della Scala di Siena a partire dal 1344. La parrocchia si estende, oltre alla frazione di Tognazza, anche a quella di San Martino e alle limitrofe località rurali, per un totale di 2 200 abitanti.

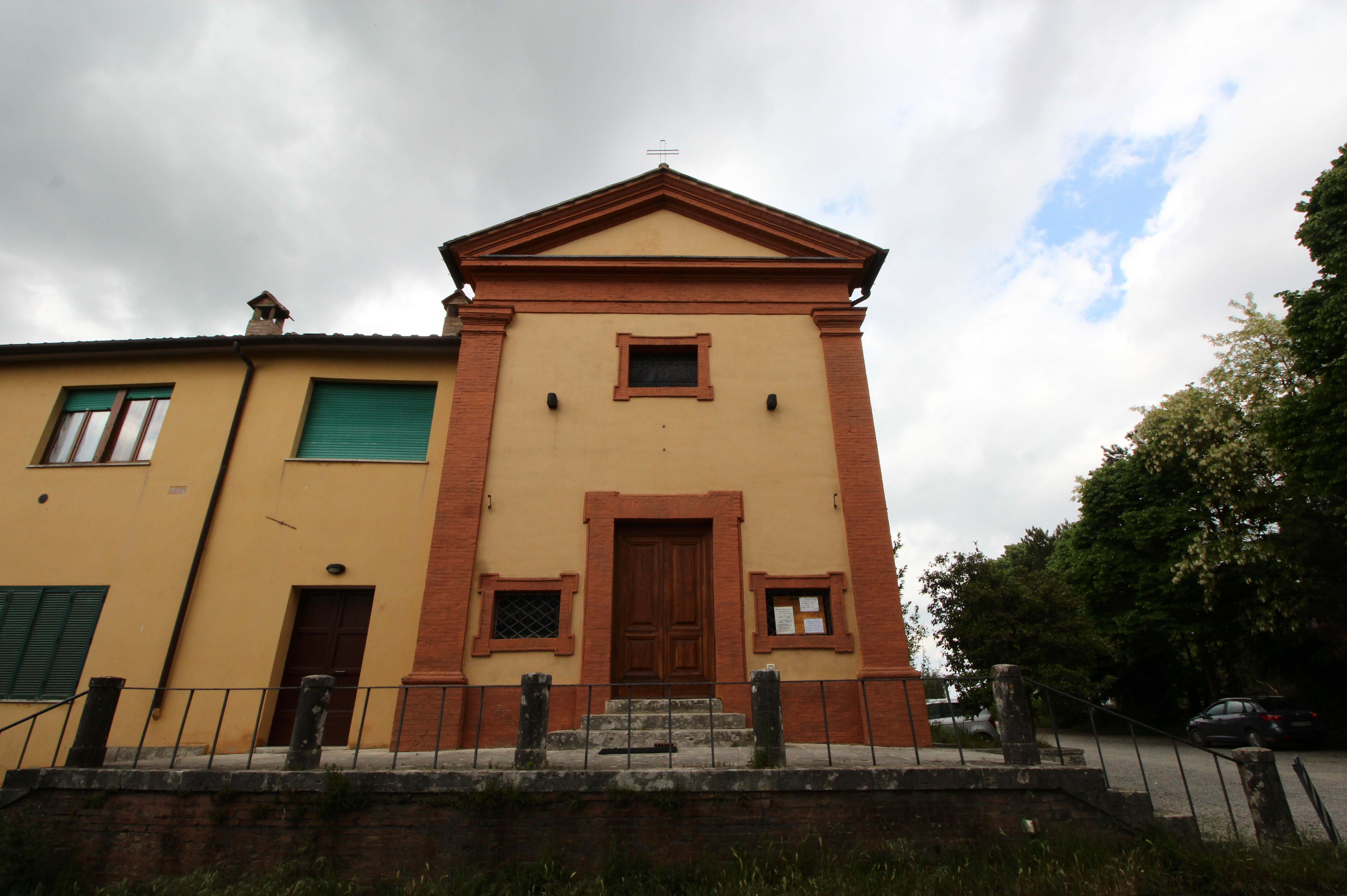
La chiesa di San Dalmazio
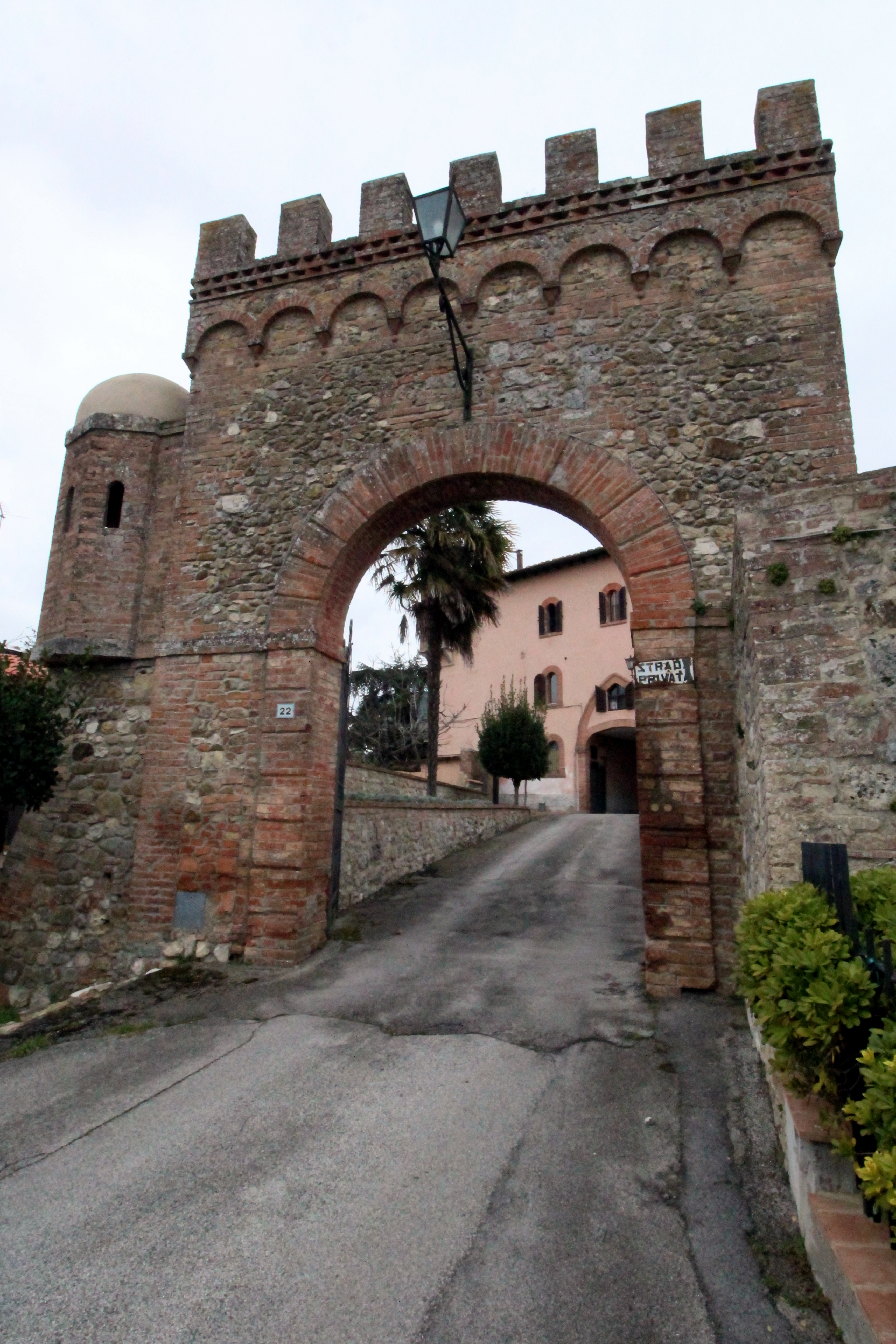
L'accesso alla badia a Quarto